# Blob binarny
Blob binarny (blob w j. ang. znaczy dosłownie kleks, jest skrótem od Binary linked object lub Binary large object) – pejoratywne określenie występujące w żargonie hakerskim w odniesieniu do plików obiektowych załadowanych do jądra wolnego systemu operacyjnego, których kod źródłowy nie jest publicznie dostępny.
Jeżeli producenci sprzętu komputerowego publikują dokumentacje techniczne swojego sprzętu, wtedy producenci oprogramowania mogą napisać własne sterowniki, które później zostaną zaimplementowane w jądrze. Jednak niektórzy producenci (np. NVIDIA) nie dostarczają takiej dokumentacji tylko sterowniki w formie binarnej (czyli właśnie bloby binarne).